# Zakuro Fujiwara
Zakuro Fujiwara (藤原 ざくろ Fujiwara Zakuro?) es un personaje de ficción en el anime y manga Tokyo Mew Mew. Zakuro es conocida como Renée Roberts en Mew Mew Power.

## Historia

### Tokyo Mew Mew
Zakuro es vista por primera vez en el museo, donde detiene a tres niñas que van a Preparatoria Junior Okumura Daifuzuku de molestar a Lettuce Midorikawa, mediante agarrar el brazo de la muchacha que estaba tratando de tirarle café a Pudding Fong en una posición bastante dolorosa. 
En el volumen 2, Ryō Shirogane dice que Ichigo Momomiya, Mint Aizawa y Lettuce irán a la audición, para saber si Zakuro es una Mew Mew. Él sabe que Zakuro es una Mew Mew, pero no le dice a las chicas. La primera en audicionar es Mint, y es bastante buena, probablemente debido a su formación de ballet y danza. Ichigo es la segunda, pero se pone demasiado nerviosa. Ella hace su caminar torpemente, y se comenta por los jueces que necesita mejorarla. Lettuce es la tercera, pero debido a que es bastante torpe, se tropieza con la mesa de los jueces, por lo que no es capaz de hacer su audición. Pudding a continuación se muestra, aunque Ryō le dijo que no iba a ir a la audición. No sabiendo de qué se trata la audición, hace numerosas actuaciones (platos girando sobre palitos, golpear un gong y comer fuego). Uno de los jueces llamado MacGregor se enoja y cancela la audición. Zakuro a continuación, entra, pregunta qué está pasando, y habla con los jueces en diferentes idiomas. No se sabe en qué idioma, pero las chicas que lo ven dicen que puede hablar inglés, francés, alemán, chino y español. Después de hablar con el señor MacGregor, Zakuro dice que la audición continuará si se muestra la caminata. 
Mientras Zakuro muestra el camino, Ichigo se da cuenta de que ella necesita para encontrar su Marca Mew Mew. Mientras que ella está tratando de encontrar a su Marca Mew Mew, una bandada de cuervos rompen las ventanas, entrando en la sala de audición. Mint luego se transforma para salvar a Zakuro, pero luego ella se transforma (y parece bastante sorprendida de lo hiciera) y pelea contra los Chimera Animas. Después de derrotarlos sin la ayuda de Mint, se marcha, pero luego Ichigo, Mint, Lettuce, y Pudding dicen que han encontrado su última Mew Mew. Zakuro parece sorprendida de lo que están diciendo, pero luego dice que trabaja solo y no se unirá al equipo, diciéndoles que "Se pierdan", dejándolas bastante lastimadas. 
Más tarde, mientras las chicas trabajan en el Café Mew Mew, Mint parece bastante deprimida por lo que Zakuro dijo, ni siquiera bebiendo su té a su hora habitual (3:00), y confundiendo un florero con una tetera. 
Más tarde, las van donde Zakuro donde está apareciendo como invitada, llamado el "Hora Anime Animal". Un guardia les impide entrar, pero Pudding utiliza un incienso, diciendo "¡Fong Sian Ten Huan!", que pone al guardia a dormir. Las chicas se visten con trajes (y viéndose más bien como conejitas Playboy, excepto Pudding que se viste de oso panda), para no ser notadas. Engañando a los directores (llamándolas extras), van a donde Zakuro está. Los animales (un guepardo y un par de aves) se convierten entonces en Chimera Animas. Kissshu luego se revela. Ichigo se transforma en Mew Ichigo, volviendo a los animales de vuelta a la normalidad, pero Kisshu fusiona los parásitos medusa en uno, calificándolo como "Parásito Anima". Cuando casi la ataca, las otras chicas se transforman (con exclusión de Zakuro). Todos ellos atacan al Parásito Anima a la vez, pero el ataque es ineficaz. Las ataca a todas ellas, pero luego contrae a Ichigo. Ella está a punto de ser asesinada, pero Zakuro se transforma, ataca al Parásito Anima liberando a Ichigo. Todas las armas de las Mew Mews resuenan, combinándose con el arma de Ichigo, formando la "Campana de Fresa Versión Mejorada", derrotando a los Anima parásito. En este momento todas las chicas están en vivo por televisión. Después de preguntarles quiénes son por la prensa, Ichigo dice que son las Tokyo Mew Mew. Zakuro las lleva a las chicas a través de una puerta trasera, para ocultar su identidad. Aunque Zakuro dice que no se une a grupos, dice que se unirá a las chicas.

### Tokyo Mew Mew à la Mode
Mientras Ichigo se encuentra en Londres con Masaya, el resto de las Mew Mews se quedan luchando contra los Chimera Animas. Mint está furiosa de que ella y el resto de las Mew Mews estén más ocupadas derrotando a Chimera Animas desde que Ichigo se fue. Todas las Mew Mews están de acuerdo, pero ellos no están tan enojadas, como Mint.
Después de que Ichigo regresa de Inglaterra, Zakuro y las demás (Mint, Lettuce, y Pudding) conocen Berry Shirayuki, la última Mew Mew. Pero pronto se enfrentan a un nuevo reto llamado los Cruzados Santa Rosa. Todos ellas se transfieren a la escuela de Berry para mantener un ojo hacia fuera para los Cruzados. Más tarde, los Cruzados lavan el cerebro de las personas que son fanes de Tokyo Mew Mew, para hacerles creer que Berry es una Mew Mew malvada, arruinando Tokyo Mew Mew. Sin embargo, los demás miembros de las Mew Mews están a su lado.

### Anime
Zakuro en el episodio diez de Tokyo Mew Mew ("El Último Miembro - La Legendaria Loba Solitaria"), y su introducción continúa en el episodio 11 ("El Corazón Para Creer - Las Cinco Forman Tokyo Mew Mew").
Las chicas van a una audición de modelos para saber si Zakuro es una Mew Mew. Pudding Fong interrumpe por la realización de trucos y el agente, que habla inglés, se enoja. Zakuro entra y habla con el agente en inglés y las chicas la observan y la admiran, aunque ellas no entienden lo que están diciendo. 
Mint se derrama y le pregunta a Zakuro si ha notado que ha ocurrido algo raro últimamente. Zakuro se va. Las chicas la siguen a una iglesia más tarde esa noche y Kisshu las ataca con Chimera Animas. Ella les elimina y Mint Aizawa la llama el quinto miembro del equipo, pero Zakuro empuja a Mint y se va. 
En el siguiente episodio, las chicas van a tratar de convencer a Zakuro para unirse al equipo, pero Kisshu aparece y las atrapa en una tormenta de arena que las conduce a otra dimensión. Dice que no los traerá de vuelta a menos que Ichigo y Zakuro luchen (que podría ser para el entretenimiento de Kisshu), y la ganadora tiene que trabajar con él. Ichigo se va y se retira al café. Más tarde vuelve a hablar con Zakuro, pero Zakuro se niega a trabajar con la gente que cambió su cuerpo (en referencia a que se infunde con el ADN del lobo gris). Ichigo le dice a Zakuro que todo lo que quiere hacer es salvar a sus amigas, pero Zakuro tiene que ir a hacer su programa de televisión. 
Aunque el espectáculo está al aire, uno de los trabajadores es atacado por Kisshu cuando Ichigo aparece Kisshu se iba a ir pero ella le agarra el pie y no logra huir, Ichigo lo tiene contra el piso mientras que ella lo agarra de las manos y lo detiene contra el piso pero luego es lo contrario, cuando Kisshu iba a besarla se escucha un grito e Ichigo lo golpea en los bajos Ichigo huye, él le grita, y mientras eso pasaba al trabajador le quitaron su alma y se utiliza para crear un Chimera Anima cobra. Ichigo trata de luchar, pero se estrelló contra una pared y es constreñida por el Chimera Anima. Ichigo le dice a Zakuro que huya porque es una amiga. Trata de atacar a Kisshu, pero sus poderes no parecen funcionar. Zakuro se transforma y aparece en la otra dimensión y usa su látigo para llevar a las muchachas de vuelta al mundo real. Después de regresar, sus armas resuenan con la de Ichigo y derrota al Chimera Anima. Zakuro dice que no le gustan los amigos, pero lo tendrá en cuenta esta vez, y se une al grupo.

### Mew Mew Power
Renée es un poco más antisocial, malhumorada, y sarcástica. Ella también parece ser un poco descuidada en su trabajo como una Mew Mew o como camarera en el Café Mew Mew. Fue cambiado el idioma que el agente habla en el episodio 10, él habla Francés, y cuando Renée habla con él, ella también habla Francés. También su collar con una cruz fue eliminado y las escenas en donde ella reza en la iglesia fueron removidas.

## Personalidad
Zakuro es una bella modelo que parece cruel y fría en el exterior, pero es amable e inteligente cuando ella siente que tiene que serlo. En el Café Mew Mew, Zakuro es fría y antisocial hacia los clientes. es muy astuta y perspicaz. Ella siente curiosidad por el motivo que los alienígenas vienen a la Tierra y de cómo realmente se sienten. Zakuro siempre está dispuesta a poner a prueba las virtudes y el compromiso de las otras Mew Mews, aunque crean que es cruel o no. Ella también es una chica muy tranquila, como Lettuce, pero sus acciones hablan más fuerte que sus palabras. Zakuro siempre está dispuesta a ayudar a las personas en problemas.
Se sospecha que Zakuro es cristiana, como ella usa collares de cruz, su arma tiene la forma de una cruz, y ella se ve a menudo en una iglesia. Esto es notable porque en Japón, el cristianismo es una religión minoritaria.

## Romanización
En la versión Japonesa del manga, el nombre de Zakuro se escribe en katakana y en hiragana. Cuando ella está en su forma Mew Mew, su nombre se escribe en katakana, y cuando ella es "normal", su nombre se escribe en hiragana. Esto debe ser para que ella pueda esconder su identidad como Mew Zakuro, y por énfasis, ya que es común escribir palabras Japonesas en katakana. Debido a la diferencia de los sistemas de escritura, esto fue omitido en la versión de Inglés y Español del manga, ya que en los lenguajes de Inglés y Español solo hay un sistema de escritura. Por esto, los fanáticos que solo han visto la versión en Inglés o Español podrían encontrar extraño que nadie descubra su identidad.

## Armas y habilidades
Su ADN es fusionado con el de un Lobo Gris. Cuando ella se transforma ella adquiere orejas y una cola de lobo color lavanda. Ella es el quinto y último miembro del equipo en unirse. La emoción que llena su energía es desconocida, pero especulármente están relacionados con el fuego porque hay llamas en su transformación. Probablemente, Zakuro es tan fuerte como Ichigo, considerando que ella puede derrotar numerosos Chimera Animas instantáneamente y sin necesidad del movimiento final de Ichigo, aunque ella a veces requiere que Ichigo haga el movimiento final, entonces esto parece inconsistente y depende de las variadas vulnerabilidades del enemigo. Sin embargo, parece que el Lobo Gris ya no es una especie en peligro de extinción, lo cual puede significar que Zakuro perderá su poder para convertirse en una Mew Mew.

### Tokyo Mew Mew
- Arma: Látigo de Zakuro
- Ataque: Ribbon Zakuro Scourge

- Arma (solo en el manga): Bastón de Agua Mew
- Ataque (solo en el manga): Ribbon Aqua Dust

- Arma: Látigo de Zakuro
- Ataque: Extensión de Poder Mew

Este ataque solo es usado en el volumen siete del manga con Mint, Lettuce y Pudding para darle tiempo a Ichigo en la batalla contra Deep Blue.

### Mew Mew Power
- Arma: Daga Púrpura
- Ataque: Ella nunca le da nombre de su ataque durante su secuencia de ataque, pero hace cinco gruñidos.

## Canciones características
Zakuro tiene dos canciones características cantadas por Junko Noda, la actriz de voz de Zakuro:
- Noche del Baile (ドゥビドゥワDANCIN' NIGHT)
- No Llores (Don't Cry)

Además, tiene un CD de música que pertenece a la colección "Tokyo Mew Mew Characters Songs" y en donde se incluyen estas canciones, junto con su tema de transformación (el primero), una versión remezclada de la canción de cierre del anime en la que solo canta ella (la cuarta) y una versión karaoke de esta canción sin la voz de Junko Noda (la quinta). EL CD se llama ざくろのCDおききなさい! (Zakuro no CD o kiki nasai!) y su lista de canciones es:
- 1.ミュウ ザクロ の テーマ (Myū zakuro no tēma)
- 2.Don't Cry
- 3.ドゥビドゥワDANCIN' NIGHT (Do~ubido~uwaDANCIN' NIGHT)
- 4.恋はアラモード (LOVE EXTENDED MIX~ZAKURO SOLO~) (Koi wa aramōdo (LOVE EXTENDED MIX~ZAKURO SOLO~))
- 5.恋はアラモード (ざくろになろう!カラオケ) (Koi wa aramōdo (Zakuro ni narou! Karaoke))

- Datos: Q3574679